# 罗伯特·伯内尔
羅伯特·伯内爾（Robert Burnell，亦寫作Robert Burnel ）大約生於1239年–1292年10月25日之間，是一名英國主教，並於1274年至1292年間擔任英格蘭大法官。
羅伯特生於什羅普郡，在他供職於愛德華王子（即後来的愛德華一世）之前，他曾擔任旁系皇家官員。當愛德華王子在1270年進行第八次十字軍東征時，伯内爾受命留在英格蘭確保王子的利益。在時任英格蘭國王亨利三世駕崩，而愛德華王子仍在十字軍東征期間，伯内爾曾以攝政王的身份代理朝政。他曾兩次當選坎特伯雷大主教，但是由於他的個人生活問題（例如傳言說他有一個给他生了四個兒子的長期情婦）而不受教皇肯定。在1274年愛德華一世任命他為大法官的第二年，伯内爾當選巴斯和威尔斯主教。
在伯内爾擔任大法官期間，曾幫助皇室維護皇室權利做出巨大貢獻，其中包括執行權力開示令狀。在愛德華一世统治期間，伯内爾還幫助國王改革立法和法律。在伯内爾任内，大法官的工作地點固定在了倫敦，而不是随國王的行踪改變。伯内爾曾為愛德華一世遠赴國外進行外交任務，並一度執掌法國西南的加斯科涅地區。直到伯内爾於1292年去世，國王都一直對他信任有加。一位歷史學家認為，伯内爾可能是13世纪最重要的王室官員。

## 早期生活
早在1198年，伯内爾家族便已经在什羅普郡的阿克顿·伯内爾扎根，甚至该地地名也打上了家族的烙印。因与愛德華一世年龄相近，歷史學家推测羅伯特·伯内爾約於1239年在此地出生。他的父亲则可能是於1259年左右去世的羅杰·伯内爾（Roger Burnell）。羅伯特·伯内爾有三個兄弟，其中兩個在1282年的莫埃爾里顿战役与威爾士人战死；第三個兄弟休·伯内爾则於1286年去世。休的兒子菲利普是羅伯特的最终继承人。在供職於愛德華王子，也就是未来的英國國王愛德華一世的王室之前，羅伯特·伯内爾在皇家总理府办公室擔任负责撰寫文件的教士 。到了1257年，伯内爾的大部分時間都花在服務王子和王室上。西蒙·德·蒙福特在1264年刘易斯战役中获胜后，伯内爾继续為愛德華服務，並於1264年12月被任命為王子的教士。 而作為對他兢兢业业服務的奖励，伯内爾於1267年前被授予了位於在圣公会約克教區内的霍爾姆的田产，並於1270年12月被任命為約克大主教。从1265年的伊夫舍姆战役到1270年愛德華王子進行十字軍東征期間，伯内爾還執掌着愛德華的总理府。 
愛德華王子曾设法在1270年让伯内爾當選為坎特伯雷大主教，但此举因為遭到坎特伯雷座堂圣職团成員的反對无疾而终。圣職团最终推举了他们的院長，威廉·奇倫登。最终，教皇格里高利十世罢免了奇倫登並安排羅伯特·基爾沃德比接替。 尽管伯内爾计划在1270年末陪同王子進行十字軍東征，但没有成行。相反，他被任命為留下来保護愛德華利益的四名中尉之一。  因此，當亨利三世於1272年11月去世時，他仍身在英國。於是直到1274年8月继承王位的王子从巴勒斯坦返回英國前，伯内爾是四名攝政王的其中一位。在攝政時期，伯内爾监督了一次议会的举行、解决了威爾士游行中发生的突袭和与法蘭德斯的贸易冲突。 國王返回英格蘭后，伯内爾被任命為大法官。歷史學家理查德·胡斯克羅夫特認為，在愛德華東征期間，伯内爾在管理英格蘭事務方面获得了宝贵的经验，从而確保了自己在愛德華回归后在英國政府中的主要地位。 

## 大法官和主教
1275年1月23日，伯内爾當選為巴斯和韦尔斯主教。1275年3月19日，他接收了主教的财产並於1275年4月7日祝圣。 三年后，愛德華再次试图让最受他宠愛的伯内爾當選坎特伯雷大主教。伯内爾於1278的六、七月份成功當選坎特伯雷大主教，但教皇尼古拉斯三世在1279年1月宣布選举无效。愛德華一世為了得到教皇的認可，甚至派出了一個代表团， 其中就包括了最终被任命為大主教的約翰·佩卡姆。 教皇任命了三位枢机主教作為调查員，最终佩克汉姆被任命為大主教。 伯内爾二度失去成為大主教的机会极有可能是其生活作风的结果，其中就包括包养情婦。 愛德華一世试图幫助他这位挚友成為一名更富有的主教，然而1280年初伯内爾被提名成為温彻斯特主教的结果在1280年6月28日被教皇尼古拉斯三世再次推翻。
在愛德華一世统治的前半期，伯内爾是最有影响力的首席顾問。 作為其職務的一部分，伯内爾将大部分時間都花在了國王身上。他听取並审理了许多求取有俸圣職或升官晋爵请愿书，並勤奋积极地处理各种日常事務。 不仅如此，伯内爾在愛德華一世改革立法中发挥了领导作用。愛德華一世主要的立法法案大部分可追溯到伯纳爾1274年9月21日到1292年去世擔任大法官一職期間。  伯内爾在執行皇家令狀和法令（包括1275、 1285和1290年颁布的威斯敏斯特法令）中发挥了重要作用。 其中1275年颁布的威斯敏斯特法令针對的是僭越王權的問題。 自1285年起，法令中就維系王國和平、扩大王室管辖權以及其他一些問題做出了相关规定，其中包括了把强奸罪纳入王室管辖權。 1290年，由於来自英格蘭世俗權贵的压力，最后一项法规规定了土地法的相关内容。 
在伯内爾任職期間，愛德華一世及其王室官員認為王權正在一步步被國王的子民篡取，因此通过權力開示令狀花费了极大努力重申王權。權力開示令狀要求個人說明是何种皇室授權或手令赋予其行使某项權利的權力。这类令狀最初於1278年发行，此前王室也曾试图通过议会收回王室權利，但是这无意中让议会不堪重负。 王室试图通过这些令狀规定获得特權或授予土地的唯一合法途径是通过书面特许，而这项规定将会剥夺英格蘭當時大多数大亨的土地和權利。在當時，大多数土地所有權是約定俗成的，而不是由官方文件授予個人的。但是到了1290年代，政府被迫让步並准许这种“不记得从而何時開始”就享有的權利。 
在伯内爾任職期間，直属國王的國库和由大法官執掌的政府部门之間的界线几乎完全消失。 在此之前，國柜已经演變成了一個用於征收和分配钱财的非正式的部门，但在愛德華一世的领导下，國库实际上专用於軍费支出。 王國國玺的持有人、 用於正式文件的政府公章的持有人和用於認证國王非正式信笺的枢密印章的持有人三者之間没有竞争关系。 在伯内爾任期内，當國王和伯内爾分隔兩地時，國王只使用了一次枢密印章，其余時間则由大法官根据國王的一系列非正式指示，通过王國國玺发信。在伯内爾死后，枢密印章令的数量大大增加。  
愛德華一世對伯内爾和他的教士非常信任，甚至因此允许了他们无视哈纳珀高脚杯系统。  该系统规定将盖章的费用支付给隶属於大法官法庭的哈纳珀部门以缴纳其他支出。 愛德華一世還允许羅伯特及其教士从该费用中获利。  不仅如此， 伯内爾决定让大法官法院（或称衡平法院）定址倫敦，而不是随國王彼時的所在地改變。一份1280年的大法官法院备忘录记录道：此后，大法官和其他部長负责對递交到政府的诸多请愿進行分类，並只将其中最紧急的進獻给國王。 
主教伯内爾在威爾斯座堂周围建起围墙，幫助提高了大教堂及其外围建筑物的安全性。每年大斋期（或称四旬斋），伯尼爾都会离開大法官法院回到他的主教教區处理相关事務。大主教佩克汉姆於1282年前往威爾士時，任命伯内爾作他的副手。推测伯内爾在1285年建议皇家法院和教会法院對各自的管辖權做出妥协，允许皇家官員将仅涉及宗教事務的案件退還给教会法院。 

## 驻外事務
伯内爾积极参与國王的外交政策，特别是對法國、苏格蘭和威爾士的外交政策，並對这些國家進行了许多外交访問。伯内爾曾在其中几次外交场合擔任皇家发言人，其中一次是1286年的巴黎。當時他发表讲话详细介绍了自1259年《巴黎条約》以来英法关系的歷史。演讲的成功保证了外交的成功。其中愛德華就其位於法蘭西的领地向法國國王腓力四世行臣从仪式。  1280年代后期，伯内爾被派往加斯科涅，幫助管理该公國並重组其政府。他敏感地观察到加斯科涅人對独立的渴望，因此並没有在當地尝试推行和在英格蘭相同的政府体系。歷史學家迈克爾·普雷斯特維奇認為，愛德華统治前半期的加斯科涅是其在整個金雀花王朝统治期間政府最成功的時期。 時間来到1291年6月，伯内爾在诺拉姆的英格蘭和苏格蘭贵族议会上发表了兩次演讲，以决定苏格蘭王冠的继承權。愛德華被要求调解並结束这场在英格蘭被称作大业的继承權危机。 
在威爾士事務中，伯内爾参加了许多与威爾士亲王利莱林·普·格鲁夫德相关的议会。1277年，他護送陪同利莱林到威斯敏斯特向愛德華宣誓效忠。1280年代，在愛德華征服威爾士期間，伯内爾功不可没。他见证了1282年在羅德蘭，以及后来在康威和卡那封（均為威爾士城市）签署的文件。
1290年前的某個時間點，伯内爾发誓要進行十字軍東征，幫助加强位於今天以色列的十字軍城市阿卡 。这座城市在1280年代后期受到穆斯林的威胁，但伯内爾从未履行他的这项承诺。 

## 遗产
伯内爾於1292年10月25日在伯威克去世。他的去除了心脏的身体被埋葬在威爾斯大教堂的教堂中殿。他的心脏则被埋葬在巴斯修道院。 尽管他通常忙於皇室事務，但伯内爾仍设法提升了他的主教地位並供养他的亲属们。 他积累了大量财富，並在什羅普郡、伍斯特郡、萨默塞特郡、肯特郡、萨里郡和其他地區收购了许多房地产。在他去世后，他的82套庄园分布在英國超过19個郡，这其中大部分属於他的個人财产，而不是巴斯和威爾斯教區的财产。 

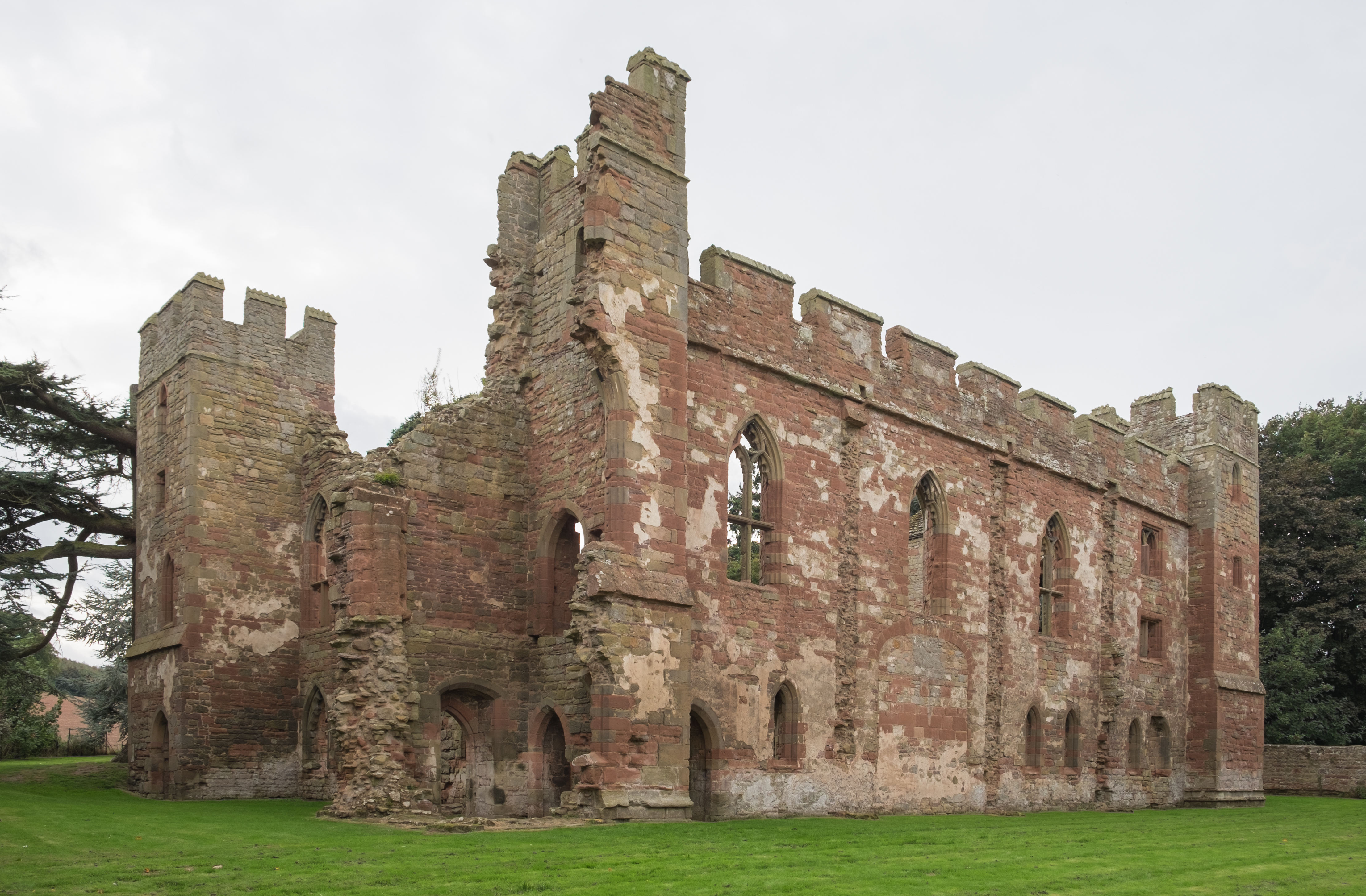
伯内爾在阿克顿伯内爾建造的房子的遗址

即便成為主教之后，伯内爾仍养着一位名叫朱莉安娜的情婦。傳言說他这位為他生了四個兒子，還說伯内爾有不少女兒。當然伯内爾否認了所有傳言。 他的家臣人数众多，多到足以让他在1283年秋天能够在他位於阿克顿伯内爾的家中主持议会。 他把许多傳闻是他的女兒的亲戚嫁给了贵族。 阿玛贝拉·伯内爾嫁進了一位皇家大法官的家庭，琼·伯内爾對伯内爾来說则是与坐拥格雷斯托克城堡的威廉的兒子联姻的擔保。威廉·伯内爾是威爾斯大教堂的院長，並被任命為伯内爾的遗嘱執行人之一。羅伯特·伯内爾的最终继承人是他的侄子菲利普。 
伯内爾對阿克顿·伯内爾城堡進行了广泛修建，其中大部分保存到了今天。它在修建计划上与私人空間紧位於大厅后的老式大厅式房屋大不相同。在阿克顿伯内爾，主教的住所距离该建筑的主要公共场所很遠，並设有原始厕所。这所房子很难称得上是一座城堡，但其设计具有一定的防御能力。 该建筑结构的整体形式是一座坚固的大厅，就像诺曼時代城堡的主楼一样。 他還在威爾斯主教宫建造了教堂和礼堂。 
在愛德華统治初期，伯内爾是占绝對领导地位的人物，他管理着王室的方方面面。 他不仅参与了國内事務，還在愛德華於1274年回到英國后的二十年里一直擔负着外交職责。  胡斯克羅夫特認為他可能是13世纪最重要的皇家行政官。 

## 引文
1. ↑  Harding England in the Thirteenth Century p. 159
2. 1 2 3 4 5 6 7 8 9  Harding "Burnell, Robert" Oxford Dictionary of National Biography
3. ↑  Greenway Fasti Ecclesiae Anglicanae 1066–1300: Volume 6: York: Prebends: Holme
4. ↑  Chrimes Introduction p. 134
5. ↑  Coredon Dictionary p. 66
6. ↑  Prestwich Edward I p. 23
7. ↑  Studd "Chancellors of the Lord Edward" Bulletin of the Institute of Historical Research p. 183
8. ↑  Greenway Fasti Ecclesiae Anglicanae 1066–1300: Volume 6: York: Archdeacons: York
9. ↑  Prestwich Edward I p. 73
10. ↑  Huscroft "Should I Stay or Should I Go?" Nottingham Medieval Studies pp. 97–109
11. ↑  Prestwich Plantagenet England p. 123
12. 1 2  Fryde, et al. Handbook of British Chronology p. 85
13. 1 2  Huscroft "Robert Burnell and the Government of England" Thirteenth Century England VIII p. 59
14. ↑  Fryde, et al. Handbook of British Chronology p. 233
15. ↑  Harding England in the Thirteenth Century p. 243
16. ↑  Jordan "English Holy Men" Cistercian Studies Quarterly p. 74
17. ↑  Fryde, et al. Handbook of British Chronology p. 276
18. ↑  Greenway Fasti Ecclesiae Anglicanae 1066–1300: Volume 2: Monastic Cathedrals (Northern and Southern Provinces): Winchester: Bishops
19. ↑  Prestwich Edward I p. 138
20. 1 2  Prestwich Edward I p. 233
21. ↑  Fryde, et al. Handbook of British Chronology p. 228
22. 1 2  Prestwich Plantagenet England pp. 124–126
23. ↑  Prestwich Three Edwards pp. 20–21
24. ↑  Clanchy From Memory to Written Record p. 3
25. ↑  Chrimes Introduction p. 140
26. ↑  Saul "Government" Companion to Medieval England pp. 115–118
27. ↑  Coredon Dictionary p. 143
28. ↑  Coredon Dictionary p. 227
29. ↑  Fryde, et al. Handbook of British Chronology p. 79
30. ↑  Lyon  Constitutional and Legal History pp. 362–363
31. ↑  Chrimes Introduction p. 145
32. ↑  Coredon Dictionary p. 148
33. ↑  Prestwich Edward I p. 323
34. ↑  Prestwich Edward I p. 311
35. ↑  Prestwich Edward I p. 365
36. ↑  Tyerman England and the Crusades p. 236
37. ↑  Greenway Fasti Ecclesiae Anglicanae 1066–1300: Volume 7: Bath and Wells: Bishops
38. ↑  Moorman Church Life p. 169
39. ↑  Prestwich Edward I p. 136
40. ↑  Powell and Wallis House of Lords p. 208
41. ↑  Moorman Church Life p. 167
42. ↑  Platt Castle p. 83
43. ↑  Pettifer English Castles p. 209
44. ↑  "Bishop's Palace Chapel Wells, UK （页面存档备份，存于）" Palace Trust
45. ↑  Huscroft "Robert Burnell and the Government of England" Thirteenth Century England VIII p. 70
46. ↑  Huscroft "Should I Stay or Should I Go?" Nottingham Medieval Studies pp. 108–109
47. ↑  Huscroft "Should I Stay or Should I Go?" Nottingham Medieval Studies p. 97